# Сант-Агата-лі-Баттіаті
Сант-Агата-лі-Баттіаті, Сант'Аґата-лі-Баттіаті (італ. Sant'Agata li Battiati, сиц. Sant'Àita li Vattiati) — муніципалітет в Італії, у регіоні Сицилія,  метрополійне місто Катанія.
Сант-Агата-лі-Баттіаті розташований на відстані близько 530 км на південний схід від Рима, 165 км на схід від Палермо, 5 км на північ від Катанії.
Населення — 9546 осіб (2014).
Щорічний фестиваль відбувається 10 серпня. Покровитель — San Lorenzo Martire.

## Демографія
Населення за роками:

Станом на 1 січня 2023 року в муніципалітеті офіційно проживало 216 іноземців з 40 країн, серед них 59 громадян країн Євросоюзу та 3 громадяни України.

## Сусідні муніципалітети
- Катанія
- Гравіна-ді-Катанія
- Сан-Джованні-ла-Пунта
- Треместієрі-Етнео